# Marianne Dubuc
Marianne Dubuc, née en 1980 à Montréal, est une auteure et illustratrice canadienne de livres pour enfants.

## Biographie
Diplômée de l’école de design de l’UQAM (baccalauréat en design graphique, 2003), Marianne Dubuc commence une carrière d'auteure et illustratrice de livres pour enfants en 2006. Son œuvre, publiée en français et traduite dans plus de trente langues, lui a valu plusieurs récompenses dont le prix du Gouverneur général catégorie Illustrations en 2014 pour Le lion et l'oiseau, le Prix TD de littérature canadienne pour l'enfance et la jeunesse pour son livre L'autobus . En 2018, elle remporte à nouveau le Prix littéraire du gouverneur général dans la catégorie Littérature jeunesse - livres illustrés ainsi que le Prix TD de littérature canadienne pour l'enfance et la jeunesse pour Le chemin de la montagne.
En 2018, elle fonde les Éditions Album avec Mathieu Lavoie, auteur et illustrateur jeunesse également.

## Œuvre
- La Mer (La Pastèque, 2007)
- Félicien et la grosse pomme (texte de Fanny Britt, La courte échelle, 2009)
- Félicien et les baleines (texte de Fanny Britt, La courte échelle, 2009)
- Devant ma maison (La courte échelle, 2010)
- Un éléphant qui se balançait (Casterman, 2010)
- Au carnaval des animaux (La courte échelle, 2012)
- Le Gâteau (La courte échelle, 2013)
- Le Lion et l’Oiseau (La Pastèque, 2013)
- Mais papa... (texte de Mathieu Lavoie, éditions Scholastic, 2013)
- L’Autobus (Comme des géants, 2014)
- La Tournée de Facteur Souris (Casterman, 2015)
- Lucie et Cie (Comme des géants, 2015)
- L’Arche des animaux (La courte échelle, 2016)
- Je ne suis pas ta maman (Comme des géants, 2016)
- Les Vacances de Facteur Souris (Casterman, 2016)
- Les Voyages extraordinaires de Facteur Souris (Casterman, 2017)
- Le Chemin de la montagne (Comme des géants, 2017)
- L'ombre de Petit Guépard (Album, 2018)
- Le Jardin de Jaco (Casterman, 2018)
- Chez toi, chez moi (Casterman, 2019)
- Que veux-tu petite mouche? (Album, 2019)
- Ours et le murmure du vent (Album, 2020)
- 1, 2, 3... à l'école (Casterman, 2020)
- Bonne nuit les cocos... (texte de Mathieu Lavoie, Album, 2021)
- Nina et Milo : journée de pêche (Album, 2022)
- Sur le dos de Baba (Album 2022)
- Ma rivière (Casterman, 2022)
- Mon arbre (Casterman, 2022)
- Chacun son tour (Album, 2022)
- Alma et Léon (MANGO, 2023)

## Prix et distinctions
- Prix du Gouverneur général 2014 pour Le Lion et l’Oiseau[3]
- Prix Alvine-Bélisle 2014 pour Le Lion et l’Oiseau
- Prix des libraires du Québec section Jeunesse 2014 pour L’Autobus[6]
- Prix TD de littérature pour l’enfance et la jeunesse 2015 pour L’Autobus[4]
- Prix des libraires du Québec section Jeunesse 2016 pour La Tournée de Facteur Souris[6]
- Prix Ruth and Sylvia Schwartz 2016 pour Mr Postmouse's Rounds
- (international) « Honour List » 2016[7] de l' IBBY pour Le lion et l’oiseau
- Prix TD de littérature pour l'enfance et la jeunesse 2018 pour Le Chemin de la montagne
- Prix Harry Black de l'album jeunesse[8] 2018 pour Le chemin de la montagne
- Prix Choix du public 2019, présenté dans le cadre du Prix TD de littérature pour l'enfance et la jeunesse pour Le chemin de la montagne
- Prix du Gouverneur général : littérature jeunesse de langue française - illustration 2018 pour Le Chemin de la montagne[5]
- Prix du livre jeunesse des Bibliothèques de Montréal 2018 pour Le Chemin de la montagne[9]
- Premio nazionale Nati per Leggere 2019 du Salon international du livre (Turin) pour Le Chemin de la montagne[10]
- Membre de l'Ordre du Canada[11]

## Sources
- Mélina Schoenborn, « Un après-midi avec Marianne Dubuc », sur enseignerlitteraturejeunesse.com, 5 avril 2016 (consulté le 28 avril 2017).